# Ángel Pons
Ángel Gutiérrez Pons va ser un dibuixant i caricaturista espanyol de finals del segle xix.

## Biografia
Notable dibuixant i caricaturista, va ser més conegut pel seu nom i el seu segon cognom. Solia signar amb «A. Pons». A Madrid va col·laborar a diverses publicacions periòdiques, entre elles Madrid Cómico, La Broma, El Liberal, Los Madriles, Pluma y Lápiz, La Lidia (1892), La Correspondencia i La Caricatura (1892) d'aquesta Àngel Pons en va ser el fundador. El 1895 va emigrar a Mèxic, en aquest país va treballar a en El Alacrán i a d'altres diaris. El febrer i l'octubre del 1901 va córrer la notícia de la seva mort fent-se ressò els diaris i amb telegrames, posterior-ment es va desmentir la noticia.